# محافظة روي إت
محافظة روي إت (بالتايلندية: หนองคาย) و(بالإنجليزية: Nong Khai)‏ هي واحدة من محافظات تايلاند الخمس والسبعين تجاور محافظة كالاسين ومحافظة موكداهان ومحافظة ياسوثون ومحافظة سي سا كت ومحافظة سورين ومحافظة ماها ساراخام.

## الجغرافيا
تتميز المحافظة بالسهول حيث يبلغ ارتفاعها من 130 إلى 160 متر فوق سطح البحر، وتشتهر بزراعة الارز.

## التاريخ
كانت المحافظة تابعة لمملكة أيوتايا التي سقطت عبر القوات البورمية والتي استطاع الجنرال تاكسين من اعادتها إلى مملكة ثونبوري.

## التقسيمات الادارية
تنقسم المحافظة إلى 20 مقاطعة رئيسية التي بدورها تنقسم إلى 193 بلدية و 2311 قرية
| 1. موانج روي إت 2. كاسيت واساي 3. باتام إت 4. فيمن تشاتورافاك 5. ثاوات بوري 6. فري تم 7. ثونغ سونغ 8. فو تشاي 9. نونغ فوك 10. سيلفام | 1. سووانافوم 2. موانج سوانج 3. فون ساي 4. أت سامات 5. مويي وادي 6. سي سومديت 7. تشانغآن 8. تشيانغ خوان 9. هاي نونغ 10. ثانغ خاو لوانغ |

## أعلام
- ميدجون سينجسورات